# Alex Buzo
Alex Buzo, właściwie Alexander John Buzo (ur. 23 lipca 1944 w Sydney, zm. 15 sierpnia 2006 tamże) – australijski dramaturg i satyryk pochodzenia albańskiego, autor 88 prac. Stał się popularny w Australii dzięki utworowi pt. Nord and Ahmed.
Pod względem stylistycznym był porównywany do innego australijskiego dramaturga Davida Williamsona.

## Życiorys
W 1954 roku wraz z rodziną przeprowadził się z Sydney do Armidale, gdzie jego ojciec pracował jako wykładowca Uniwersytetu Nowej Anglii; sam Alexander uczył się wówczas w The Armidale School, w tym czasie zainteresował się dramatem. Ze względu na pracę ojca wyjechał wraz z nim do Szwjacarii, kontynuując naukę w Międzynarodowej Szkole w Genewie, jednocześnie grał w drużynach krykietowych oraz rugby league. Wrócił do Australii, gdzie studiował na Uniwersytecie Nowej Południowej Walii w Sydney; dorabiał jako barman w hotelu The Oaks w dzielnicy Neutral Bay, a w 1965 roku ukończył naukę uzyskując stopień Bachelor of Arts.
Po ukończeniu studiów rozpoczął karierę dramaturga, był zaangażowany także w performance. 20 września 2001 roku wygłosił wykład pt. Sydney: The Heart of Rugby League w ramach Tom Brock Lecture.
W 2001 roku wykryto u niego nowotwór, z powodu którego zmarł 15 sierpnia 2006 około godziny 11 czasu lokalnego w swoim domu w Sydney.

## Wybrane prace[3]

### Dramaty[5]
- Norm and Ahmed (1968)[1][6]
- The Front Room Boys (1969)[1][12][13]
- Rooted (1969)[1][12][13]
- The Roy Murphy Show (1971)[14][8]
- Macquarie (1972)
- Tom (1972)
- Coralie Lansdowne Says No (1974)[1][15][16]
- Martello Towers (1976)[15][16]
- Makassar Reef (1978)[1][15][16]
- Big River (1980)[17]
- The Marginal Farm (1983)[17]
- Stingray (1987)[17]
- Shellcove Road (1989)[17]
- Pacific Union (1995)[17][18]

### Non-fiction
- Meet the New Class (1981)
- Tautology (1981)
- Glancing Blows (1987)
- Guide to the Theatre (1988)
- Kiwese (1994)
- A Dictionary of the Almost Obvious (1998)

### Scenariusze
- Arthur! and the Square Knights of the Round Table (1966–1968)[19]

## Nagrody
- Złoty Medal Australijskiego Towarzystwa Literackiego (1972)[3][6]
- Waverley Library’s Award (2002)[3]

## Tytuły
W 2005 roku otrzymał tytuł doktora honoris causa Uniwersytetu Nowej Południowej Walii za swój wkład w literaturę australijską.

## Życie prywatne
Jego ojciec Zihni Jusuf Buzo (1912–2006) urodził się w Beracie i ukończył studia na Uniwersytecie Harvarda. Natomiast matka, Elaine Johnson, pochodziła z Irlandii i pracowała jako nauczycielka; para wzięła ślub w 1942 roku. Miał młodszego brata Adriana (ur. 1948 w Brisbane) – koreanistę i dyplomatę .
Był żonaty z Merrilyn, miał trzy córki: Emmę, Laurę i Genevieve.